# Santa Maria della Concordia
Santa Maria della Concordia je rimokatolička crkva u baroknom stilu, smještena na istoimenom trgu u Napulju, regija Kampanija, Italija.

## Povijest
Crkva je podignuta 1556. godine prema nacrtima karmelićanskog svećenika Giuseppea Romana. Obnovio ju je u 18. stoljeću arhitekt Giovan Battista Nauclerio. Godine 1735. Nicola Tagliacozzi Canale sudjelovao je u obnovi interijera.
Pročelje iz 18. stoljeća je razrađeno, izgrađeno na visokom postolju od piperna kojim dominiraju dva para pilastara kompozitnog reda. Blizu vrata sakristije nalazi se slika koja prikazuje Bogorodicu i svetog Mihaela, a pripisuje se Jusepeu de Riberi, iako je neki pripisuju Bernardu Azzolinu. Lijevo od ulaza nalazi se grobnica Gasparea Benemerina, koji je umro 1641., a tvrdio je da je sin kralja Feza. Kao što je spomenuto u natpisu, obratio se i pridružio se vojsci Filipa III. od Španjolske, borio se protiv svojih bivših sunarodnjaka.
U kompleksu je stoljećima bio internat i konzervatorij, no Francuzi su ukinuli samostan i u 19. stoljeću pretvoren je u poznati zatvor za dužnike, često one iz viših slojeva.

## Vanjske poveznice
|  | Zajednički poslužitelj ima još gradiva o temi Santa Maria della Concordia |